# 2489 Suvorov
2489 Suvorov (1975 NY) là một tiểu hành tinh vành đai chính được phát hiện ngày 11 tháng 7 năm 1975 bởi L. Chernykh ở Nauchnyj.